# Bundesministerium für Bildung

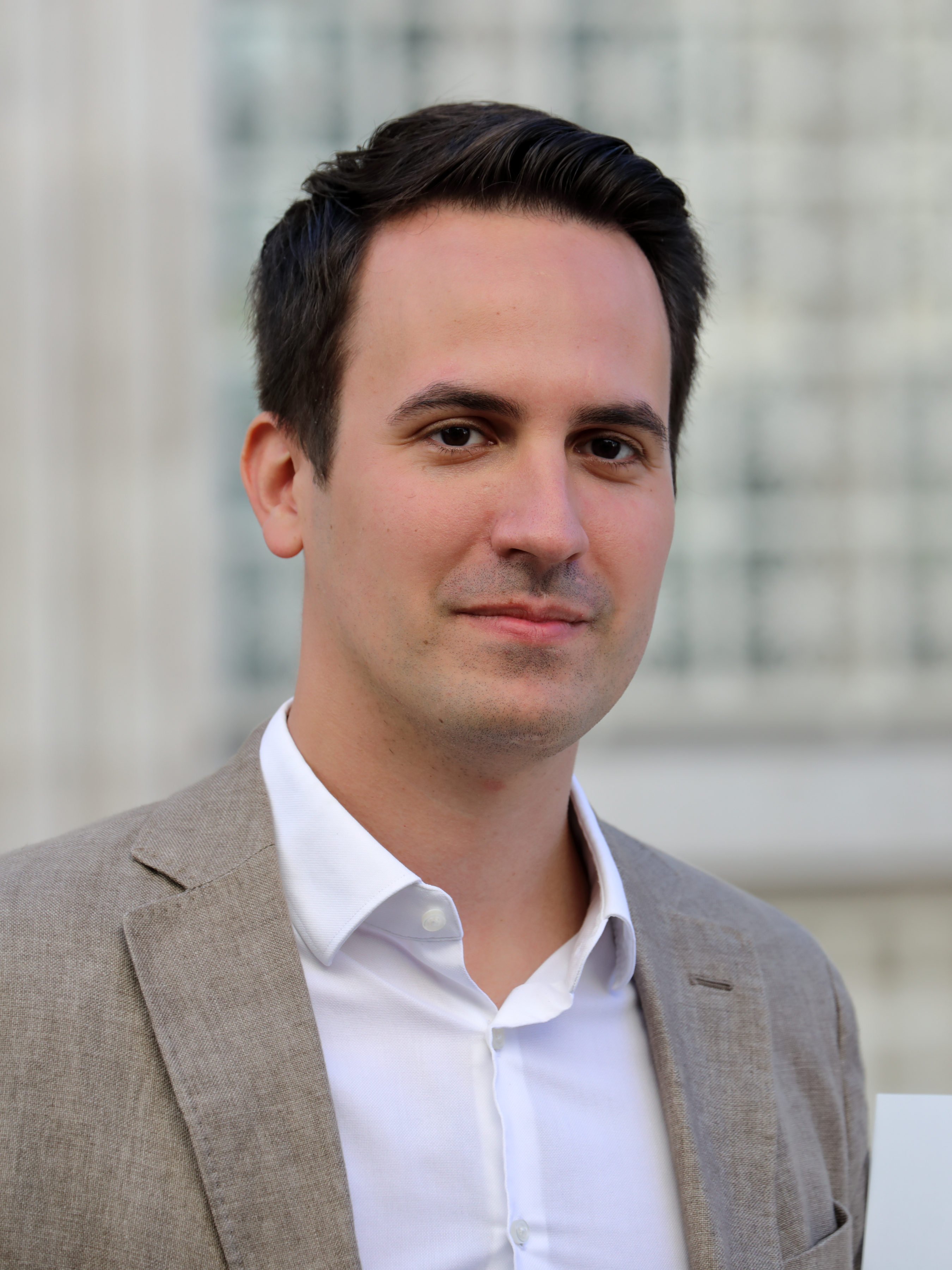
Christoph Wiederkehr, Bundesminister für Bildung

Das Bundesministerium für Bildung (kurz BMB), auch Bildungs- oder Unterrichtsministerium, ist das für das Schulwesen zuständige Bundesministerium der Republik Österreich. 

## Geschichte

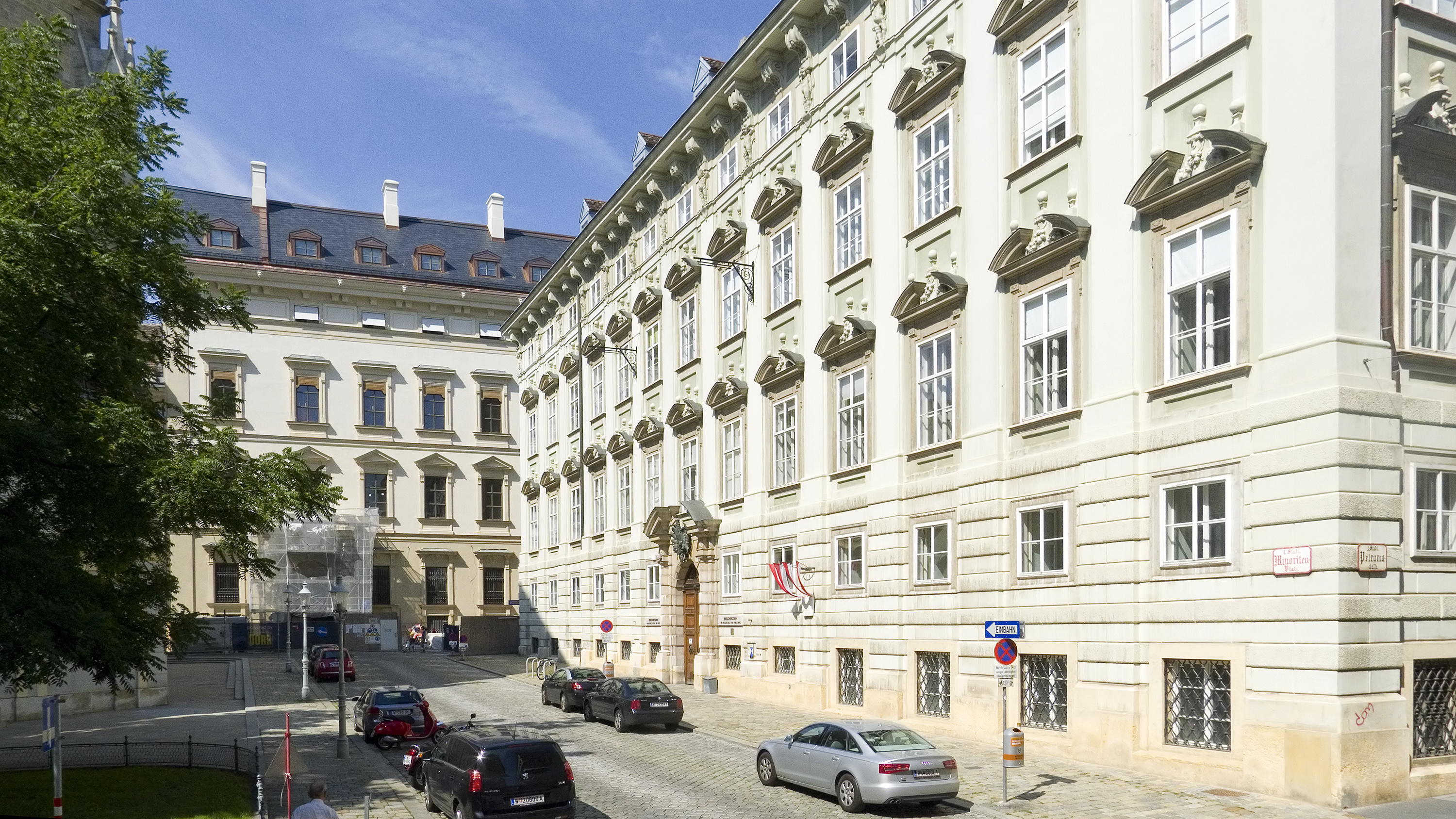
Amtssitz ist das Palais Starhemberg am Minoritenplatz

Das Unterrichtsministerium ist eines der ältesten Ministerien Österreichs. Es wurde im Kaisertum 1848 (Revolution) als k.k. Ministerium des öffentlichen Unterrichts gegründet und wurde von 1849 an im Palais Rottal in Wien als k.k. Ministerium für Cultus und Unterricht geführt. Von 1867 (Ausgleich) an war das Ministerium nur für Cisleithanien zuständig; Transleithanien regelte die Materie nun eigenständig. 1919–1923, am Beginn der Ersten Republik, war das Ministerium mit dem Innenministerium in einem gemeinsamen Ressort verbunden, dann wurde das Unterrichtsministerium wieder eigenständig und blieb dies von 1945 an auch in der Zweiten Republik. Am 24. Juli 1970 wurden die Wissenschaftsagenden in der Bundesregierung Kreisky I in das neu gegründete Wissenschaftsministerium ausgegliedert. Nur von 2000 bis Jänner 2007 gab es in den Bundesregierungen Schüssel I und Schüssel II wieder ein Gesamtbildungsministerium zusammen mit kulturellen Angelegenheiten. Mit 1. März 2014 ist das Unterrichtsministerium hervorgegangen aus dem Bundesministerium für Unterricht, Kunst und Kultur (BMUKK), die Frauenagenden wurden zu diesem Zeitpunkt aus dem Zuständigkeitsbereich des Bundeskanzleramtes übernommen. Bis 30. Juni 2016 war die Bezeichnung Bundesministerium für Bildung und Frauen (BMBF), per 1. Juli 2016 wurden die Agenden für Frauen und Gleichstellung in das Gesundheitsministerium, nunmehr als Bundesministerium für Gesundheit und Frauen (BMGF) bezeichnet, übertragen. Mit Jänner 2018 wurde mit dem Bundesministerium für Bildung, Wissenschaft und Forschung (BMBWF) erneut ein Gesamtbildungsministerium geschaffen. 2025 wurden erneut die Wissenschafts- und Forschungsagenden ausgegliedert und in ein neues Bundesministerium für Frauen, Wissenschaft und Forschung integriert.
| Bundesministerium für Unterricht, Kunst und Kultur (bm:ukk) |  | Bundesministerin für Frauen, Medien und Regionalpolitik am Bundeskanzleramt |

| Bundesminister für Kunst und Kultur, Verfassung und Öffentlicher Dienst am Bundeskanzleramt |  | Bundesministerium für Bildung und Frauen (BMBF) |

| Bundesministerium für Bildung (BMB) |  | Bundesministerium für Gesundheit und Frauen (BMGF) |

## Aufgaben
Das Bundesministerium für Bildung ist zuständig für:
- Koordination im Bereich der Elementarpädagogik
- Schulwesen einschließlich Schulerhaltung
- Schulerrichtung und Schulauflassung mit Ausnahme der Schulerhaltung, Schulerrichtung und Schulauflassung der land- und forstwirtschaftlichen Bundesschulen
- Erziehungswesen in den Angelegenheiten der Schülerheime
- Aus- und Weiterbildung sowie Dienstprüfung der Lehrer
- Mitwirkung des Bundes in Angelegenheiten des Dienstrechts und der Erstellung der Stellenpläne für Landeslehrer, soweit sie nicht in den Wirkungsbereich des Bundesministeriums für Land- und Forstwirtschaft, Klima- und Umweltschutz, Regionen und Wasserwirtschaft fällt;
- Kindergarten- und Hortwesen
- Angelegenheiten der Pädagogischen Hochschulen
- Angelegenheiten der schulischen Stiftungen und Fonds. Dazu zählt insbesondere die Innovationsstiftung für Bildung.
- Angelegenheiten der schulischen Mobilitätsprogramme

## Struktur
Das Bundesministerium für Bildung, Wissenschaft und Forschung ist wie folgt gegliedert:
- Bundesminister für Bildung, Wissenschaft und Forschung
  - Kabinett des Herrn Bundesministers
  - Interne Revision
  - Ombudsstelle für Schulen
  - Datenschutzbeauftragter
  - Ressortsprecherin
  - Chief Digital Officer (CDO)
  - Chief Information Officer (CIO)
  - Informationssicherheitsbeauftragte
  - Koordination Menschenrechte
- Generalsekretär
  - Präsidialsektion: Präsidialagenden; Digitalisierung; Gleichstellung und Diversitätsmanagement
    - Abteilung Präs/1: Kommunikation, Bürger/innenservice
    - Abteilung Präs/2: Event- und Veranstaltungsmanagement, Campaigning
    - Abteilung Präs/3: Projektmanagement im Ressortbereich und sektionsübergreifende Reformvorhaben
    - Gruppe Präs/A: Budget, Infrastruktur und Bau
      - Abteilung Präs/4: Risikomanagement im Ressortbereich und Koordinierung sicherheitsrelevanter Agenden
      - Abteilung Präs/5: Budgetangelegenheiten; Gesamtkoordination aller budgetrelevanten Maßnahmen
      - Abteilung Präs/6: Facility-Management
      - Abteilung Präs/7: Schulerhaltung für Kärnten, Niederösterreich, Oberösterreich, Salzburg, Tirol und Pädagogische Hochschulen
      - Abteilung Präs/8: Schulerhaltung für Burgenland, Steiermark, Vorarlberg, Wien und Pädagogische Hochschulen

    - Gruppe Präs/B: Personal und Recht
      - Abteilung Präs/9: Personalangelegenheiten – Zentralstelle
      - Abteilung Präs/10: Verbindungsdienste
      - Abteilung Präs/11: Vertrags- und Vergaberecht sowie sonstige Rechtsangelegenheiten; Schul- und Heimbeihilfe
      - Abteilung Präs/12: Personal- und Organisationsentwicklung für das Ressort

    - Gruppe Präs/C: IT, Digitalisierung und Medien
      - Abteilung Präs/13: IT-Services Zentralstelle
      - Abteilung Präs/14: IT-Verwaltungsapplikationen, Digitale Schulverwaltung, IT-Datenerhebung
      - Abteilung Präs/15: Infrastruktur, Portale, IT-Services und Bildungstechnologien für Schulen, IT-Recht
      - Abteilung Präs/16: Bildungsmedien
      - Abteilung Präs/17: IT-Didaktik

  - Sektion I: Allgemeinbildung und Berufsbildung
    - Gruppe I/A: Allgemein bildende Schulen, Inklusion, Diversitätsmanagement, Sprachliche Bildung, Minderheitenschulwesen, Psychosoziale Unterstützung
      - Abteilung I/1: Sprachliche Bildung, Minderheitenschulwesen
      - Abteilung I/2: Allgemein bildende Pflichtschulen, Inklusive Bildung und Diversitätsmanagement
      - Abteilung I/3: Allgemein bildende höhere Schulen
      - Abteilung I/4: Schulpsychologie, psychosoziale Unterstützung und schulärztlicher Dienst, Schüler- und Bildungsberatung

    - Gruppe I/B: Berufsbildende Schulen, Schulversuche, Schulaufsicht Zentrallehranstalten, Umsetzung europäischer Berufsbildungspolitik
      - Abteilung I/5: Grundsatzfragen Berufsbildung, Umsetzung europäischer Berufsbildungspolitik
      - Abteilung I/6: Schulversuche, Unterrichtsentwicklung, pädagogische Reformprozesse, Schulaufsicht für Zentrallehranstalten, Bildungs- und Berufsorientierung
      - Abteilung I/7: Berufsschulen und Polytechnische Schulen
      - Abteilung I/8: Technische, gewerbliche und kunstgewerbliche Schulen, land- und forstwirtschaftliche höhere Schulen
      - Abteilung I/9: Kaufmännische und humanberufliche Schule

    - Gruppe I/C: Koordinierung ESF, überfachliche Kompetenzen, ganztägige Schulformen, Schulpartnerschaft, Schulsport, Kunst, Kultur und Kreativität an Schulen
      - Abteilung I/10: Grundsatzabteilung und überfachliche Kompetenzen, Schulpartnerschaft, ganztägige Schulformen
      - Abteilung I/11: Schulsport
      - Abteilung I/12: Kunst, Kultur, Kreativität an Schulen und Auszeichnungsangelegenheiten

  - Sektion II: Personalentwicklung, Pädagogische Hochschulen, Schulerhaltung und Legistik
    - Gruppe II/A: Personalcontrolling, Legistik und Schulrecht
      - Abteilung II/1: Personalplan- und Budgetangelegenheiten für das Bundespersonal
      - Abteilung II/2: Personalplan- und Budgetangelegenheiten für Landeslehrpersonen sowie Finanzausgleich
      - Abteilung II/3: Koordination Legistik, Schulrechtslegistik, Fremdlegistik
      - Abteilung II/4: Schulrechtsvollzug
      - Abteilung II/5: Dienst- und besoldungsrechtliche Legistik

    - Gruppe II/B: Steuerung von Pädagogischen Hochschulen, Elementarpädagogik, Sachaufwand Bundesschulen und Förderabrechnung
      - Abteilung II/6: Steuerung und Digitalisierung der Pädagogischen Hochschulen
      - Abteilung II/7: Pädagog/innenausbildung, Forschung, Internationales
      - Abteilung II/8: Personalentwicklung von Pädagog/innen und schulischem Unterstützungspersonal und Schulleitungen
      - Abteilung II/9: Aus-, Fort- und Weiterbildung Elementarpädagog/innen BAfEP
      - Abteilung II/10: Sachaufwand Pädagogische Hochschulen, Bundesschulen und Förderabrechnungen

    - Gruppe II/C: Personalmanagement für den nachgeordneten Bereich
      - Abteilung II/11: Personalangelegenheiten des Verwaltungspersonals der nachgeordneten Dienststellen und -behörden
      - Abteilung II/12: Grundsätzliche Personalangelegenheiten des lehrenden Personals; Ernennungs- und Besetzungsverfahren
      - Abteilung II/13: Personalvollzug des lehrenden Personals der Pädagogischen Hochschulen, Zentrallehranstalten und Auslandsschulen
      - Abteilung II/14: HR Strategie für den nachgeordneten Bereich und Klasse Job

  - Sektion III: Bildungsentwicklung und Bildungsmonitoring
    - Abteilung III/1: EU-Bildungszusammenarbeit und multilaterale Angelegenheiten
    - Abteilung III/2: Rechtliche EU-Angelegenheiten
    - Abteilung III/3: Bildungsentwicklung und -controlling
    - Abteilung III/4: Bildungsstatistik und -monitoring
    - Abteilung III/5: Qualitätsentwicklung und -sicherung
    - Abteilung III/6: Standardisierte kompetenzorientierte Reifeprüfung / Reife- und Diplomprüfung
    - Abteilung III/7: Externe Evaluation von Schulen
    - Abteilung III/8: Bilaterale internationale Angelegenheiten; Weltweit Unterrichten; Holocaust-Education/Erinnerungspolitik – international; Nationale Strategie gegen Antisemitismus

## Geschäftsbereiche
Das Bundesministerium für Bildung hat insbesondere folgende nachgeordnete Dienststellen:
- 9 Bildungsdirektionen (diesen sind die Bundesschulen mit Ausnahme der Zentrallehranstalten nachgeordnet)
- Institut des Bundes für Qualitätssicherung im österreichischen Schulwesen
- Bundesheim und Seminarzentrum Raach
- Bundesschullandheim Mariazell
- Bundesschullandheim Radstadt
- Bundesschullandheim Saalbach
- Zentrale für Sportgeräteverleih und Sportplatzwartung Universitätssportzentrum Schmelz (USZ)
- Pädagogische Hochschulen Kärnten, Niederösterreich, Oberösterreich, Salzburg, Steiermark, Tirol, Vorarlberg und Wien
- Zentrallehranstalten:
  - Höhere Bundes-, Lehr- und Versuchsanstalt für chemische Industrie
  - Höhere Bundes-, Lehr- und Versuchsanstalt für Textilindustrie
  - Höhere Graphische Bundes-, Lehr- und Versuchsanstalt
  - Höhere Technische Bundes-, Lehr- und Versuchsanstalt, Technologisches Gewerbemuseum
  - Bundesinstitut für Sozialpädagogik